# Белово
Бе́лово (болг. Белово) — місто в Пазарджицькій області Болгарії. Адміністративний центр общини Белово.

## Населення
За даними перепису населення 2011 року у місті проживали 3911 осіб.
Національний склад населення міста:
| Національність   | Кількість осіб | Відсоток |
| ---------------- | -------------- | -------- |
| болгари          | 3510           | 92,6%    |
| цигани           | 256            | 6,8%     |
| інша             | 18             | 0,5%     |
| Всього відповіли | 3790           |          |

Розподіл населення за віком у 2011 році:
Динаміка населення: